# Кінбурнська протока

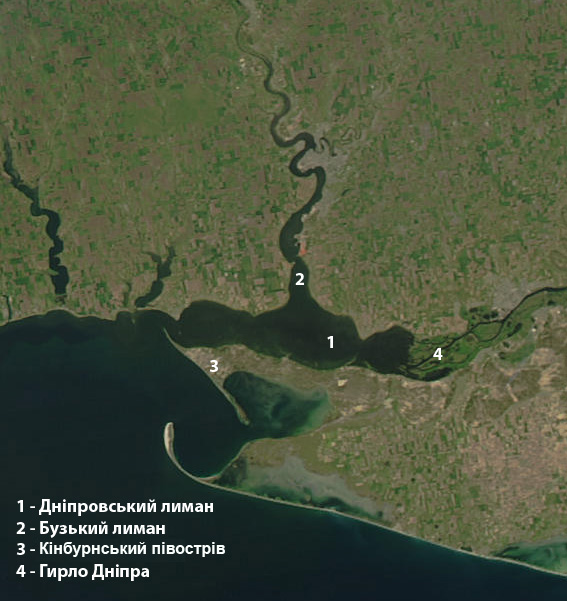
Дніпровсько-Бузький лиман

Кінбурнська протока розташована між краєм Кінбурнської коси та Очаківським мисом і крізь неї, змішані води Дніпра та Південного Бугу з Дніпровсько-Бузького лиману, вливаються до Чорного моря. Завширшки, протока сягає 3,6 кілометри, а глибина її становить більше 20 метрів (середня — 4…6 метрів). Протока є судноплавною і станом на 2020 роки, тут проходили судна з осадкою 11 метрів.

## Гідрологія
Річки Дніпро і Південний Буг впадають до Дніпровсько-Бузького лиману й утворюють загальне морське гирло, зі складним гирловим узмор'ям, що складається з двох взаємопов'язаних частин: Дніпровсько-Бузького лиману і прилеглої північно-західної частини Чорного моря, на яку поширюється вплив стоку цих річок. Течії в Кінбурнській протоці багатошарові (в один і той же час, теплі поверхневі води можуть вливатися у море, а нижні холодні шари води, натомість можуть рухатися з моря до лиману), до того-ж обмін водою, речовинами й тепловою енергією між цими частинами (морем і лиманом) змінюють свій напрямок — 4 рази на добу (припливи-відпливи). На поверхневі течії, дуже впливають сила та напрямок вітрів: північний та східний вітри виганяють воду до Чорного моря, південний та західний, навпаки — збільшують рівень води в лимані.

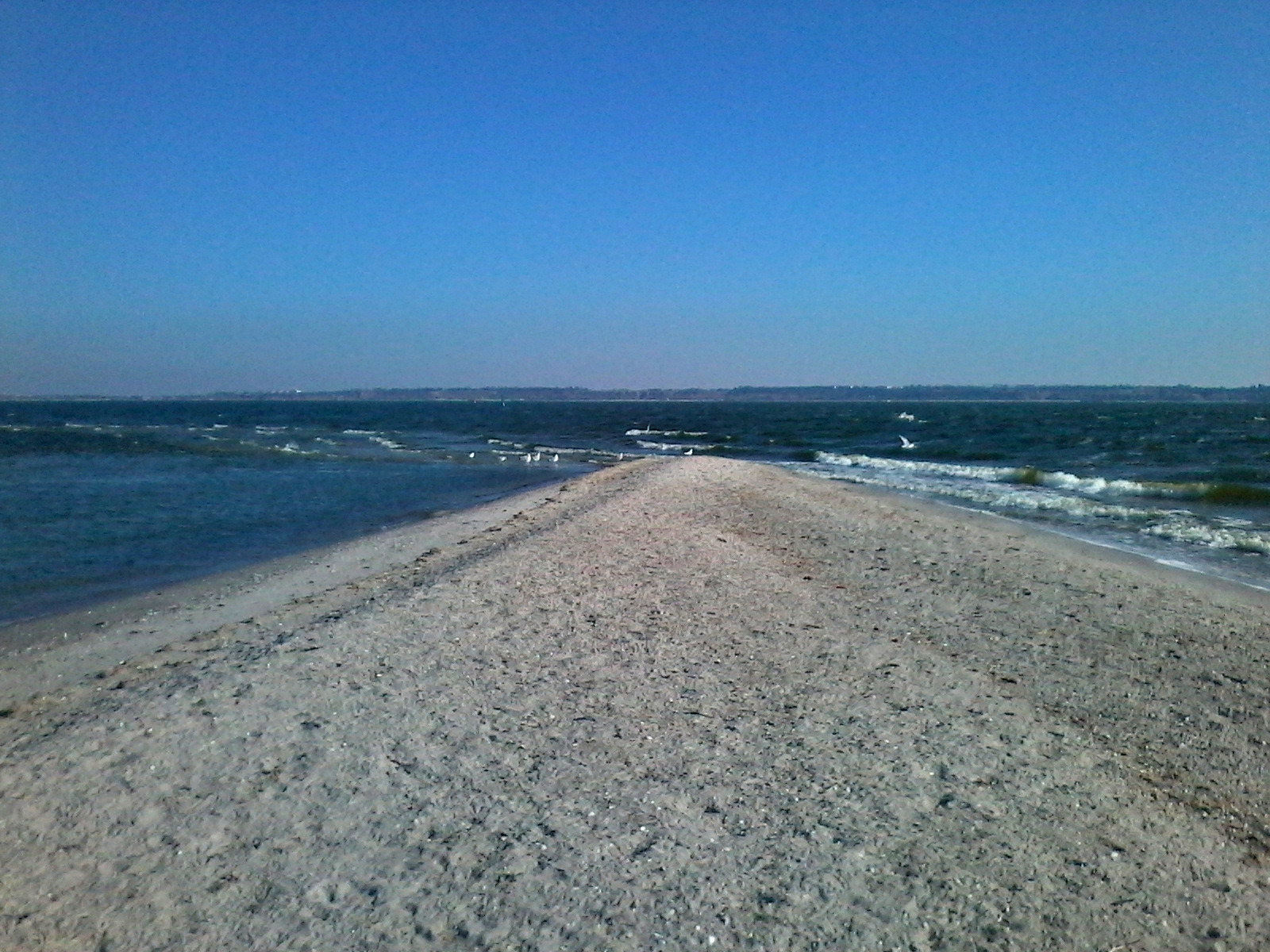
Дніпровські води з невеликими домішками вод Південного Бугу — 5,7 %; Інгулу — 0,5 %; Інгульця — 0,3 % (праворуч) вливаються у Чорне море (ліворуч)

Крізь Кінбурнську протоку (за даними Морського гідрофізичного інституту НАН України, Севастополь), річка Дніпро, яка протікає територіями, відповідно Російської Федерації, Білорусі і України, разом з Південним Бугом виносить в Чорне море, в середньому за рік: 45.3 км³ води, 1 млн тонн наносів, 16.5 млн тонн мінеральних, 186 тис. тонн біогенних та 14.8 тис. тонн забруднювальних речовин.  
Річний водообмін крізь Кінбурнську протоку становить приблизно 86.3 та 40.7 кубічних кілометрів (відповідно прямий потік і зворотний потік).

## Природа
Найспекотнішими місяцями у цій місцині, є липень та серпень (до +33°С). Безвітряної погоди майже не буває (вночі вітер може посилюватися) — найчастіше дме вітер північних напрямків, в середньому до 10…12 (іноді до 20) метрів на секунду. Біля кінбурнської протоки наприкінці коси, ночує і відпочиває величезна кількість морських птахів через що тут є стійкий ядучий запах пташиного посліду.
Навесні, Кінбурнською протокою до лиману та Південного Бугу, на нерест з Чорного та Азовського морів, заходить вид оселедців пузанок азовський, а восени може заходити риба лобань, залежно від солоності води, іноді запливають поодинокі дельфіни.
Під час дуже сильного південного вітру, горішня течія може виносити протокою з моря медуз та інших дрібних морських тварин Південним Бугом, аж до Нової Одеси.
Дуже рідко, протока замерзає.

## Історичні події біля протоки

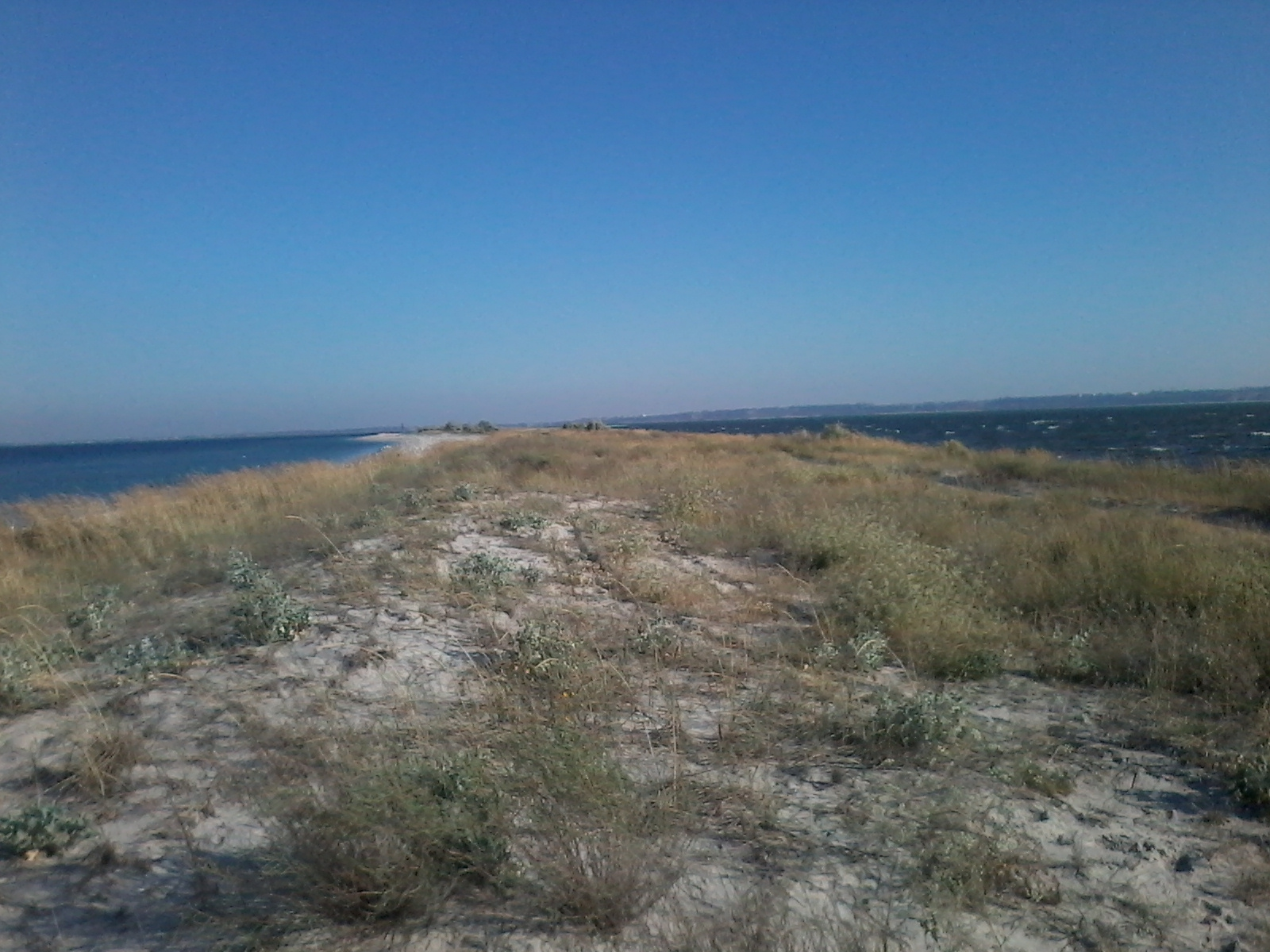
Кінбурнська стрілка — за 300 метрів до протоки (праворуч — лиман, ліворуч — море, видно слід автомобіля екологічного патруля)

Біля Кінбурнської протоки, в часи боротьби українського народу з Османською імперією за панування над Чорним морем — 1607 року, козаки на чолі з Петром Сагайдачним розбили турецьку флотилію під Очаковом, а вже 1613 року, крізь протоку, запорозькі козаки на чайках здійснили два походи на Османське узбережжя, і на зворотному шляху в гирлі Дніпра, розбили турецьку флотилію та захопили шість турецьких галер. Морські походи запорозьких козаків повторювалися і надалі. 1669 року, українські козаки кошового отамана Івана Сірка зруйнували турецьку фортецю Очаків й звільнили 7 тисяч полонених.
1736 року, на Кінбурнській косі російським військом, було захоплено та зруйновано невелику фортецю Кінбурн, яку побудували османи у XV столітті під час їх зазіхань на північне причорномор'я і яка можливо, насамперед мала символічне значення (застовпити землі для Османської імперії), оскільки найпотужніша на тоді турецька гармата угорського виробництва Базиліка, била на 2 км зі швидкострільністю — один постріл на годину і була надзвичайно неточною, а сам лиман сягає більше 10 кілометрів завширшки. Турки відновили фортецю, але з 1774 року вона перейшла до Російської імперії. 1787 року Суворов разом з 4-тисячним російським корпусом і за участі українських козаків Чорноморської флотилії, розбив біля фортеці 5-ти тисячний турецький десант. У жовтні 1855 під час Кримської війни фортецю було зруйновано п'ятигодинним артилерійським вогнем англо-французького флоту.